# 小行星23817
小行星23817（23817 Gokulk）是一颗绕太阳运转的小行星，为主小行星带小行星。该小行星于1998年8月发现。

## 轨道参数
小行星23817的轨道半长轴为371 189 166 km（2.4812110 UA），离心率为0.132。